# Fuchsia confertifolia
Fuchsia confertifolia är en dunörtsväxtart som beskrevs av Field. och Gardn.. Fuchsia confertifolia ingår i släktet fuchsior, och familjen dunörtsväxter. Inga underarter finns listade i Catalogue of Life.